# عبد الملك بن عطاش
عَبْدِ المَلِك بْنُ عَطَّاشْ هو داعي وخطاط تم تعيينه داعٍ للعراقَين في زمن الخليفة الفاطمي المستنصر بالله. تمت معظم أنشطته خلال العصر السلجوقي، وكان قد أقام في أصفهان لكنه إضطر لمغادرتها بسبب نشاطه الإسماعيلي. ذهب بعدها إلى الري حيث التقى بحسن الصباح وأدرك عبقريته، فقام بعدها بتقديمه إلى كادر الدعوة الإسماعيلية وعيّنه نائبًا له وأرسله إلى مصر سنة 1072. قُتل عبد الملك بن عطاش في 6 شعبان 500 هـ / 1107 م مع ابنه أحمد في عهد محمد بن ملكشاه وأُرسلت رؤوسهم إلى الخليفة المستظهر بالله في بغداد.